# Primera División 1969-1970 (Messico)
Il campionato di calcio di Primera División messicana 1969-1970 è stato il ventiseiesimo campionato a livello professionistico del Messico. Cominciò il 5 giugno 1969 e si concluse il 23 dicembre dello stesso anno. Vide la vittoria finale del Club Deportivo Guadalajara.

## Squadre partecipanti
| Club        | Città             | Stadio                         | Stagione 1968-1969                         |
| ----------- | ----------------- | ------------------------------ | ------------------------------------------ |
| América     | Città del Messico | Estadio Azteca                 | 3º posto in Primera División               |
| Atlante     | Città del Messico | Estadio Olímpico Universitario | 7º posto in Primera División               |
| Atlas       | Guadalajara       | Estadio Jalisco                | 3º posto in Primera División               |
| Cruz Azul   | Jasso             | Estadio 10 de diciembre        | (Campione)                                 |
| Guadalajara | Guadalajara       | Estadio Jalisco                | 2º posto in Primera División               |
| Irapuato    | Irapuato          | Estadio Irapuato               | 14º posto in Primera División              |
| Laguna      | Torreón           | Estadio San Isidro             | 13º posto in Primera División              |
| León        | León              | Estadio La Martinica           | 7º posto in Primera División               |
| Monterrey   | Monterrey         | Estadio Tecnológico            | 10º posto in Primera División              |
| Necaxa      | Città del Messico | Estadio Olímpico Universitario | 9º posto in Primera División               |
| Oro         | Guadalajara       | Estadio Jalisco                | 15º posto in Primera División              |
| Pachuca     | Pachuca           | Estadio Revolución Mexicana    | 10º posto in Primera División              |
| Pumas UNAM  | Città del Messico | Estadio Olímpico Universitario | 3º posto in Primera División               |
| Toluca      | Toluca            | Campo Patria                   | 3º posto in Primera División               |
| Torreón     | Torreón           | Estadio Revolución             | 1º posto in Segunda División (Neopromosso) |
| Veracruz    | Veracruz          | Estadio Veracruzano            | 12º posto in Primera División              |

## Classifica finale
|  | Pos. | Squadra     | Pt | G  | V  | N  | P  | GF | GS | DR  |
|  | ---- | ----------- | -- | -- | -- | -- | -- | -- | -- | --- |
|  | 1.   | Guadalajara | 45 | 30 | 18 | 9  | 3  | 54 | 24 | +30 |
|  | 2.   | Cruz Azul   | 39 | 30 | 14 | 11 | 5  | 40 | 19 | +21 |
|  | 3.   | Veracruz    | 39 | 30 | 16 | 7  | 7  | 47 | 36 | +11 |
|  | 4.   | Toluca      | 33 | 30 | 13 | 7  | 10 | 46 | 35 | +11 |
|  | 5.   | Necaxa      | 33 | 30 | 11 | 11 | 8  | 32 | 26 | +6  |
|  | 6.   | América     | 31 | 30 | 12 | 7  | 11 | 50 | 49 | +1  |
|  | 7.   | León        | 31 | 30 | 11 | 9  | 10 | 43 | 43 | 0   |
|  | 8.   | Pachuca     | 29 | 30 | 11 | 7  | 12 | 41 | 49 | -8  |
|  | 9.   | Monterrey   | 28 | 30 | 9  | 10 | 11 | 39 | 41 | -2  |
|  | 10.  | Atlante     | 28 | 30 | 10 | 8  | 12 | 51 | 55 | -4  |
|  | 11.  | Oro         | 27 | 30 | 10 | 7  | 13 | 41 | 58 | -17 |
|  | 27.  | Atlas       | 26 | 30 | 8  | 10 | 12 | 25 | 37 | -12 |
|  | 13.  | Pumas UNAM  | 25 | 30 | 8  | 9  | 13 | 42 | 43 | -1  |
|  | 14.  | Irapuato    | 24 | 30 | 8  | 8  | 14 | 26 | 36 | -10 |
|  | 15.  | Torreón     | 23 | 30 | 5  | 13 | 12 | 24 | 37 | -13 |
|  | 16.  | Laguna      | 18 | 30 | 6  | 7  | 17 | 31 | 44 | -22 |

Legenda:
      Campione del Messico
Note:
Due punti a vittoria, uno a pareggio, zero a sconfitta.

## Risultati

### Tabellone
|             | AME | ATN | ATS | CAZ | GUA | IRA | LAG | LEO | MON | NEC | ORO | PAC | TOL | TOR | PUM | VER |
| América     |     | 1-2 | 1-0 | 1-4 | 1-4 | 1-0 | 3-0 | 2-2 | 4-3 | 0-1 | 6-2 | 1-1 | 3-2 | 3-0 | 1-3 | 0-1 |
| Atlante     | 0-3 |     | 2-1 | 0-2 | 1-3 | 3-1 | 4-2 | 1-1 | 0-2 | 3-1 | 5-2 | 1-1 | 2-3 | 0-0 | 5-2 | 5-1 |
| Atlas       | 1-1 | 1-2 |     | 0-0 | 1-3 | 2-1 | 1-0 | 1-0 | 2-2 | 2-1 | 1-1 | 1-0 | 1-0 | 1-1 | 1-1 | 0-0 |
| Cruz Azul   | 2-2 | 5-1 | 0-0 |     | 0-0 | 1-0 | 3-1 | 4-0 | 2-2 | 1-0 | 3-0 | 1-2 | 0-0 | 0-0 | 1-1 | 2-0 |
| Guadalajara | 3-1 | 1-0 | 5-1 | 1-0 |     | 2-2 | 2-0 | 0-1 | 1-0 | 1-2 | 3-0 | 4-1 | 2-2 | 1-0 | 4-1 | 1-1 |
| Irapuato    | 1-2 | 3-1 | 1-0 | 0-1 | 4-2 |     | 0-0 | 1-1 | 0-1 | 0-1 | 1-3 | 2-1 | 0-1 | 1-0 | 0-1 | 1-1 |
| Laguna      | 0-2 | 0-1 | 2-0 | 2-3 | 1-2 | 3-1 |     | 1-1 | 2-1 | 0-0 | 3-0 | 0-0 | 0-0 | 0-0 | 2-2 | 0-1 |
| León        | 3-1 | 1-0 | 0-0 | 2-0 | 1-1 | 1-1 | 4-2 |     | 1-2 | 1-3 | 3-0 | 4-1 | 3-2 | 1-1 | 3-2 | 0-1 |
| Monterrey   | 1-1 | 2-2 | 2-1 | 1-1 | 0-0 | 1-1 | 0-3 | 2-0 |     | 0-1 | 3-2 | 3-1 | 0-3 | 0-0 | 2-0 | 2-3 |
| Necaxa      | 0-0 | 1-1 | 3-0 | 0-0 | 0-1 | 0-0 | 2-1 | 2-1 | 0-0 |     | 3-0 | 2-2 | 0-0 | 1-1 | 1-0 | 1-3 |
| Oro         | 4-2 | 1-1 | 3-1 | 1-0 | 0-0 | 1-0 | 2-1 | 1-2 | 0-2 | 0-0 |     | 4-1 | 2-1 | 1-1 | 3-2 | 1-1 |
| Pachuca     | 3-2 | 4-2 | 0-0 | 0-2 | 0-1 | 3-1 | 2-0 | 4-2 | 4-2 | 0-3 | 1-3 |     | 2-1 | 1-1 | 1-0 | 2-0 |
| Toluca      | 1-2 | 4-2 | 1-2 | 1-0 | 2-2 | 0-0 | 1-0 | 1-0 | 2-1 | 2-1 | 5-1 | 1-1 |     | 2-1 | 3-1 | 3-0 |
| Torreon     | 1-2 | 1-1 | 2-1 | 0-1 | 0-1 | 0-1 | 0-3 | 0-0 | 1-1 | 3-2 | 1-0 | 3-1 | 2-1 |     | 1-3 | 1-4 |
| Pumas UNAM  | 0-0 | 2-2 | 0-1 | 0-0 | 1-1 | 2-1 | 1-0 | 3-3 | 2-1 | 3-0 | 2-2 | 0-1 | 2-0 | 1-1 |     | 2-2 |
| Veracruz    | 3-1 | 3-1 | 2-1 | 1-1 | 0-2 | 0-1 | 5-2 | 3-1 | 1-0 | 0-0 | 3-1 | 3-0 | 2-1 | 2-1 | 0-2 |     |

## Verdetti finali
- Il Club Deportivo Guadalajara è campione del Messico.
- Nessuna retrocessione in Segunda División.

## Classifica marcatori
| Gol |  |  | Giocatore               | Squadra  |
| --- |  |  | ----------------------- | -------- |
| 20  |  |  | Vicente Pereda          | Toluca   |
| 19  |  |  | Horacio López Salgado   | América  |
| 16  |  |  | Mariano Ubiracy         | Veracruz |
| 13  |  |  | José Luis "Loco" Aussín | Veracruz |